# Eulecanium transcaucasicum
Eulecanium transcaucasicum är en insektsart som beskrevs av Borchsenius 1955. Eulecanium transcaucasicum ingår i släktet Eulecanium och familjen skålsköldlöss. Inga underarter finns listade i Catalogue of Life.